# Michele Polverino
Michele Polverino, född 26 september 1984, är en liechtensteinsk före detta fotbollsspelare.
Han utsågs till årets fotbollsspelare i Liechtenstein 2012 och 2013.

## Fotbollskarriär
Polverino är uppvuxen i Liechtenstein men kommer från en italiensk familj och han hade till och med 2007 italienskt pass. På grund av en dröm om att få spela för det italienska landslaget avböjde Polverino länge spel för Liechtenstein, men övertalades 2007 av dåvarande förbundskaptenen att börja representera landet i internationella matcher. För att det skulle bli möjligt var Polverino tvungen att frånsäga sig sitt italienska medborgarskap då landet inte tillåter dubbelt medborgarskap.
Polverino debuterade för Liechtensteins landslag 2007 och spelade sammanlagt 79 landskamper. Han gjorde på dem sex mål. Bara Mario Frick och Franz Burgmeier har gjort fler mål för landet.
| Datum            | Plats                           | Motståndare | Mål | Slutresultat | Tävling           |
| ---------------- | ------------------------------- | ----------- | --- | ------------ | ----------------- |
| 9 september 2009 | Rheinpark Stadion, Vaduz        | Finland     | 1–1 | 1–1          | Kval till VM 2010 |
| 9 februari 2011  | Stadio Olimpico, Serravalle     | San Marino  | 1–0 | 1–0          | Vänskapsmatch     |
| 3 juni 2011      | Rheinpark Stadion, Vaduz        | Litauen     | 2–0 | 2–0          | Kval till EM 2012 |
| 22 mars 2013     | Rheinpark Stadion, Vaduz        | Lettland    | 1–0 | 1–1          | Kval till VM 2014 |
| 14 augusti 2013  | Rheinpark Stadion, Vaduz        | Wales       | 2–2 | 2–3          | Vänskapsmatch     |
| 14 december 2017 | Hamad bin Khalifa Stadion, Doha | Qatar       | 2–1 | 2–1          | Vänskapsmatch     |